# Andy Cowell
Andrew "Andy" Cowell, född 12 februari 1969, är en brittisk ingenjör som är VD och stallchef för det brittiska Formel 1-stallet Aston Martin F1 sedan den 10 januari 2025.
Han avlade en kandidatexamen i maskinteknik vid Lancaster University. Efter studierna började han arbeta för Cosworth och fick vara på flera olika avdelningar men till slut bestämde han sig att design och utveckling av F1-motorer är vad han ville arbeta med. 2000 lämnade Cowell Cosworth och fick en anställning hos F1-stallet BMW Williams för att arbeta med deras motorer. Det blev dock bara ett år hos dem innan han återvände till Cosworth för att arbeta där som chefsingenjör för design och utveckling. 2004 gick Cowell vidare i sin karriär när han återigen lämnade Cosworth och den här gången för Mercedes-Ilmor för att utveckla V10-motorer för F1. F1 hade dock 2004 redan bestämt sig att gå över till V8-motorer till säsongen 2006, Cowell blev 2005 befordrad till att vara chefsingenjör för utvecklande av de nya V8-motorerna samt att utveckla Kinetic energy recovery system (Kers) som var tänkt att användas i F1 i framtiden, det introducerades första gången till säsongen 2009. 2008 fick han nya arbetsuppgifter i att leda avdelningen för prestanda och teknik och 2013 utsågs Cowell till VD för hela Mercedes AMG High Performance Powertrains och därmed motorchef för F1-stallet. Den 1 juli 2020 lämnade Cowell sina positioner och blev ersatt av Hywel Thomas. Den 2 juli 2024 meddelade Aston Martin hade man hade anställt Cowell som ny VD och skulle den 1 oktober ersätta Martin Whitmarsh på positionen. Den 10 januari 2025 fick han även ta över som stallchef när Mike Krack fick nya arbetsuppgifter i stallet.
Han har varit delaktig till sju vunna förar- och konstruktörsmästerskap vardera.
- Förarmästerskap: 2014, 2015, 2016, 2017, 2018, 2019, 2020 (Mercedes)
- Konstruktörsmästerskap: 2014, 2015, 2016, 2017, 2018, 2019, 2020 (Mercedes)